# George Dunning
George Garnett Dunning (Toronto, 17 de novembro de 1920 – Londres, 15 de fevereiro de 1979) foi um animador e cineasta canadense. É mais conhecido por dirigir o filme dos Beatles Yellow Submarine, de 1968. A sua companhia, TVC Animation, também ajudou a produzir alguns episódios da série animada sobre a banda. Foi membro da National Film Board of Canada desde 1943.

## Prêmios e indicações
| Ano  | Prêmio             | Categoria                     | Indicação        | Resultado | Ref.  |
| ---- | ------------------ | ----------------------------- | ---------------- | --------- | ----- |
| 1969 | Prêmio Hugo        | Melhor Apresentação Dramática | Yellow Submarine | Indicado  | [ 3 ] |
| 1993 | Winsor McCay Award | Prêmio especial               | Ele mesmo        | Venceu    | [ 4 ] |